# スコット・ペリー (ジャーナリスト)
スコット・ペリー（Scott Pelley、1957年7月28日 - ）は、アメリカ合衆国のテレビジャーナリスト、アンカーパーソン。フルネームは、スコット・キャメロン・ペリー（Scott Cameron Pelley）。
2011年6月6日から『CBSイブニングニュース』平日版アンカーを務めていた。

## 来歴
1975年、テキサス州ラボックにあるABC系列の放送局「KAMC」に報道記者として入社。
その後、同州フォートワース、ダラス勤務を経て、1989年、CBSに入社する。湾岸戦争、1992年アメリカ合衆国大統領選挙、世界貿易センター爆破事件（1993年）、オクラホマシティ連邦政府ビル爆破事件（1995年）などを取材した。1997年から1999年にかけてCBSホワイトハウス担当主席特派員を担当し、当時の大統領ビル・クリントンに発生した不倫スキャンダル報道の第一人者となった。
1999年、ホワイトハウス担当から『60 Minutes II』特派員に異動し、2000年には当時の大統領ジョージ・W・ブッシュにインタビューする。2011年9月11日に発生したアメリカ同時多発テロ事件では、ワールドトレードセンターの崩壊を中継した。同時多発テロ事件から1年となった2002年9月11日には、再びブッシュに単独インタビューしている。
2003年には『60 Minutes』に異動し、2008年から2009年にかけての経済崩壊やアフガン戦争、イラク戦争の取材など、国内外を問わずテレビジャーナリストとして精力的に活動。地球温暖化問題に関連して、南極大陸と北極にも赴いた。
ペリーの取材活動は国内外を問わず多岐に渡るが、本人は中でも戦争報道に力を入れている。クウェート侵攻、湾岸戦争、ユーゴスラビア紛争、アフガニスタンにおけるターリバーンの活動などを、それぞれ現地取材。2006年と2007年にはダルフール紛争での大量虐殺を報告した。
2011年6月6日、ケイティ・クーリックの後任として『CBSイブニングニュース』平日版の5代目アンカーに就任する。2017年6月16日の放送をもって『CBSイブニングニュース』を勇退したが、『60 Minutes』の特派員は続投している。